# Tiro al Festival olimpico della gioventù europea
Il tiro a segno è stato inserito nel programma del Festival olimpico della gioventù europea nella diciottesima edizione, che si è svolta nel 2025.

## Edizioni
| Giochi | Anno | Sede   | Gare |
| ------ | ---- | ------ | ---- |
| XVIII  | 2025 | Skopje | 12   |

## Medagliere complessivo
| Posiz. | Nazione                       | Oro | Argento | Bronzo | Totale |
| ------ | ----------------------------- | --- | ------- | ------ | ------ |
| 1      | Moldavia                      | 3   | 0       | 0      | 3      |
| –      | Comitato Nazionale Bielorusso | 2   | 1       | 2      | 5      |
| 2      | Turchia                       | 2   | 0       | 1      | 3      |
| 3      | Serbia                        | 1   | 2       | 1      | 4      |
| 4      | Spagna                        | 1   | 1       | 1      | 3      |
| 5      | Ungheria                      | 1   | 1       | 0      | 2      |
| 6      | Croazia                       | 1   | 0       | 0      | 1      |
| 6      | Germania                      | 1   | 0       | 0      | 1      |
| 7      | Slovenia                      | 0   | 2       | 0      | 2      |
| 8      | Ucraina                       | 0   | 1       | 1      | 2      |
| 9      | Azerbaigian                   | 0   | 1       | 0      | 1      |
| 9      | Bosnia ed Erzegovina          | 0   | 1       | 0      | 1      |
| 9      | Bulgaria                      | 0   | 1       | 0      | 1      |
| 9      | Lettonia                      | 0   | 1       | 0      | 1      |
| 10     | Italia                        | 0   | 0       | 2      | 2      |
| 11     | Austria                       | 0   | 0       | 1      | 1      |
| 11     | Grecia                        | 0   | 0       | 1      | 1      |
| 11     | Rep. Ceca                     | 0   | 0       | 1      | 1      |
| 11     | Svizzera                      | 0   | 0       | 1      | 1      |
| Totale | Totale                        | 12  | 12      | 12     | 36     |